# Сан-Исидро (кантон)
Сан-Исидро (исп. San Isidro) — кантон в провинции Эредия Коста-Рики.

## География
Находится на юго-востоке провинции. Граничит на востоке с провинцией Сан-Хосе. Административный центр — Сан-Исидро.

## Округа
Кантон разделён на 4 округа:
1. Сан-Исидро
2. Сан-Хосе
3. Консепсьон
4. Сан-Франсиско